# Tyrion Lannister
Tyrion Lannister er en fiktiv person i A Song of Ice and Fire serien af fantasybøgerne af den amerikanske forfatter George R. R. Martin og dets fjernsynsudgave Game of Thrones. Han bliver en prominent point of viewkarakter i bøgernes begyndelse i A Storm of Swords, og er med 49 kapitler fra hans synspunkt den karakter med flest kapitler.
Karakteren er baseret på en ide Martin fik, da han skrev romanen Windhaven fra 1981, og han er blevet kaldt for en af forfatterens bedste skabelser og mest populære karakterer af The New York Times. Martin har også kaldt Tyrion for sin favoritkarakter i serien.
Tyrion spilles af Peter Dinklage i HBO-serien Game of Thrones.